# Sergio Moreno Monrové
Sergio Moreno Monrové (Jerez de la Frontera, Cádiz, 4 de enero de 1951) es un político español del PSOE. Fue director del gabinete de la vicepresidenta María Teresa Fernández de la Vega.

## Biografía
Sergio Moreno es profesor de Derecho mercantil en la Universidad de Cádiz.
Empezó su carrera política como concejal en el ayuntamiento de Jerez de la Frontera entre 1983 y 1985. De ahí pasó a ser delegado provincial de Economía e Industria de Cádiz, cargó que ocupó hasta 1986, cuando en 1996 formo parte de la dirección del Grupo Parlamentario Socialista. Entre 2000 y 2002 fue Secretario general técnico de la Consejería de Gobernación, entre 2002 y 2004 viceconsejero de este departamento del que llegó a ser consejero entre febrero y abril del 2004 debido a la salida de Alfonso Perales para presentarse como diputado.Tras el nuevo gobierno de Manuel Chaves surgido tras las elecciones autonómicas de 2004, es nombrado viceconsejero de Turismo, Comercio y Deporte, cargo que ocuparía hasta 2007, cuando se convertiría en consejero de dicha consejería tras la dimisión de Paulino Plata.A partir de dicho año volvió a ocupar el cargo de viceconsejero de Turismo, Comercio y Deportes, renunciando al cargo en 2015.
En 1986 es elegido Diputado en el Congreso, cargo que ocupa tras las elecciones de 1989, cuando es senador electo por Cádiz. En 1993 es reelegido al Congreso, cargo que ocupa hasta el 2000.
Fue Senador electo por Cádiz en la IV legislatura, cargo que ocupó entre 1989 y 1993. 
Se hizo cargo del gabinete de la vicepresidenta María Teresa Fernández de la Vega hasta la sustitución de esta en octubre de 2010.